# لا بید د بوربا
لا بید د بوربا (به اسپانیایی: La Vid de Bureba) یک شهرستان در اسپانیا است.